# ラブレター (YOASOBIの曲)
「ラブレター」は、日本の音楽ユニットYOASOBIの楽曲。2021年8月9日に各種音楽配信サービスにてリリースされた。

## 概要
前作『三原色』から約1ヶ月ぶりに配信リリースされた楽曲である。2020年8月にYOASOBIがTOKYO FMの「日本郵便 SUNDAY’S POST」に出演したことをきっかけにスタートした手紙をもとに曲を作る企画「レターソングプロジェクト」から生まれた。2020年8月30日から10月31日までの期間で、同番組リスナーから「ありがとう」をテーマにした手紙を募集し、その中から選ばれた、当時小学6年生の“ラジオネーム：はつねさん”が『音楽さんへ』という宛先で、音楽への感謝を綴った一通が原作となって楽曲が制作された。また、楽曲には大阪桐蔭高等学校吹奏楽部が演奏で参加している。
楽曲は、8月1日放送の「日本郵便 SUNDAY'S POST」にて初公開された。放送翌日の8月2日から同31日まで、一部を除く郵便局にポスターが掲出され、QRコードを読み込むことにより先行試聴音源（8月8日まで）や限定メッセージがダウンロードできた。また、カンロ「ピュレグミ」の20周年記念CM「ときめく風に、乗れ。」のCMソングに使用された。

## チャート成績
本楽曲は、2021年8月18日公開（集計期間：2021年8月9日～8月15日）のビルボード・ジャパンチャートにおいて、ダウンロード首位（31,392DL）、ストリーミング17位（4,340,153再生）を記録し、総合チャート「JAPAN HOT 100」にて初登場4位を記録した。

### 認定とセールス
|                                | 認定 (RIAJ) | 売上/再生回数 |
| ------------------------------ | ----------- | ------------- |
| ダウンロード                   | 未公表      | 95,000 DL     |
| ストリーミング                 | 未公表      | 未公表        |
| *認定のみに基づく売上/再生回数 |             |               |

## クレジット
ラブレター
Music / Lyrics / Arrange : Ayase
Vocal : ikura
Brass Arrangements : 郷間幹男
Conductor : 梅田隆司
Brass Band : 大阪桐蔭高等学校 吹奏楽部
Novel : はつね「音楽さんへ」

## テレビ披露
2021年12月2日にNHK総合で放送された『SONGS』のスタジオライブにて、「大正浪漫」「ツバメ」と共に披露された。